# Куба-Сіті (Вісконсин)
Куба-Сіті (англ. Cuba City) — місто (англ. city) в США, в округах Грант і Лафаєтт штату Вісконсин. Населення — 2138 осіб (2020).

## Географія
Куба-Сіті розташована за координатами 42°36′15″ пн. ш. 90°25′56″ зх. д. / 42.60417° пн. ш. 90.43222° зх. д. (42.604129, -90.432334).  За даними Бюро перепису населення США в 2010 році місто мало площу 2,78 км², уся площа — суходіл. В 2017 році площа становила 3,00 км², уся площа — суходіл.

## Демографія
Згідно з переписом 2010 року, у місті мешкало 2086 осіб у 847 домогосподарствах у складі 537 родин. Густота населення становила 749 осіб/км².  Було 899 помешкань (323/км²).
Расовий склад населення:
| - 99,1 % — білих - 0,2 % — чорних або афроамериканців - 0,1 % — корінних американців - 0,1 % — азіатів |

До двох чи більше рас належало 0,5 %. Частка іспаномовних становила 0,5 % від усіх жителів.
За віковим діапазоном населення розподілялося таким чином: 23,1 % — особи молодші 18 років, 55,0 % — особи у віці 18—64 років, 21,9 % — особи у віці 65 років та старші. Медіана віку мешканця становила 40,9 року. На 100 осіб жіночої статі у місті припадало 94,4 чоловіків;  на 100 жінок у віці від 18 років та старших — 87,4 чоловіків також старших 18 років.
Середній дохід на одне домашнє господарство  становив 60 393 долари США (медіана — 49 458), а середній дохід на одну сім'ю — 76 130 доларів (медіана — 69 226). Медіана доходів становила 45 491 долар для чоловіків та 29 091 долар для жінок. За межею бідності перебувало 8,8 % осіб, у тому числі 8,0 % дітей у віці до 18 років та 13,5 % осіб у віці 65 років та старших.
Цивільне працевлаштоване населення становило 998 осіб. Основні галузі зайнятості: виробництво — 24,9 %, освіта, охорона здоров'я та соціальна допомога — 24,3 %, науковці, спеціалісти, менеджери — 9,1 %, роздрібна торгівля — 7,4 %.